# كورتيارد ماريوت
كورتيارد باي ماريوت هي علامة تجارية أمريكية للفنادق مملوكة لشركة ماريوت الدولية. صنفت هذه الفنادق كواحدة من العلامات التجارية متوسطة الأسعار التابعة لشركة ماريوت، وهي تلبي احتياجات المسافرين من رجال الأعمال في المقام الأول، ولكنها تستوعب أيضًا العائلات المسافرة. تحتوي الغرف على مكاتب وأرائك وإنترنت مجاني وغالبية الفنادق تضم حانة صغيرة تبيع وجبات الإفطار الطازجة المطبوخة والمجهزة (غير مجانية) والمقبلات والسندويشات وغيرها. جميع الفنادق لديها أسواق مفتوحة على مدار 24 ساعة. يتم أيضًا تقديم ترقيات متميزة، مثل ترقيات الإنترنت المحسنة وغرف أكبر على طراز الأجنحة.
يشمل منافسو كورتيارد في قطاع الفنادق ذات الأسعار المتوسطة الموجهة للأعمال فنادق وأجنحة كامبريا، ووينجيت إن، وهيلتون جاردن إن.

## تاريخ

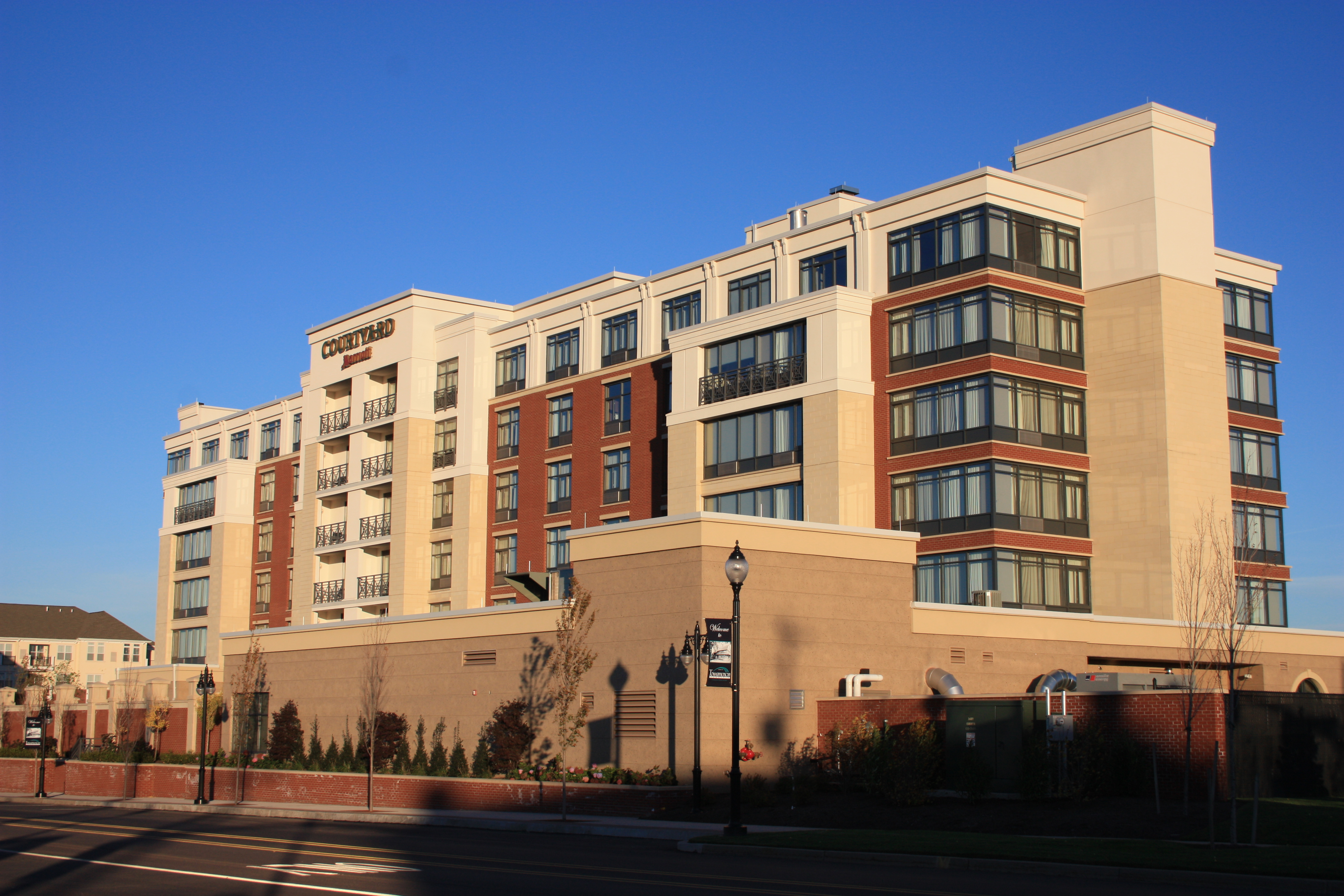
فندق كورتيارد باي ماريوت في كولبسفيل، بنسلفانيا

خلال أوائل الثمانينيات، واجهت ماريوت تحديات في العثور على المواقع المناسبة التي تتماشى مع علامتها التجارية الحالية. ولتوسيع خياراتها، قدمت الشركة فندق كورتيارد، الذي يستهدف المسافرين بغرض الأعمال والترفيه على حد سواء. ركزت هذه العلامة التجارية الجديدة على العقارات الأصغر الموجودة في المناطق ذات الطلب المنخفض. شهدت السلسلة نموًا سريعًا منذ إنشائها بثلاثة مواقع اختبار في عام 1983، وتوسعت إلى أكثر من 90 فندقًا بحلول عام 1987.
افتتح الموقع الأول في عام 1983 في سان لويس مسجلاً أول مشروع لماريوت في العلامات التجارية الشقيقة. استهدفت السلسلة في المقام الأول المسافرين من رجال الأعمال، ولكن مع مرور الوقت توسعت لتشمل سوق الترفيه. توفر معظم العقارات الآن حوض سباحة أو مركزًا للياقة البدنية وأجهزة ميكروويف وثلاجات صغيرة وأسعارًا عائلية. ويحتوي العديد منها على ثلاجة صغيرة في كل غرفة، كما يتوفر عمومًا ميكروويف مجاني للضيوف في السوق. كما توجد أفران ميكروويف في غرف الأجنحة.
أنفقت شركة ماريوت الدولية 2 مليار دولار في منتصف الثمانينيات على توسيع سلسلة كورتيارد باي ماريوت لجذب عملاء هوليداي إن النموذجيين.
في عام 2007، تبنت ماريوت مبادرة الأعمال المنعشة لتحديث فنادق كورتيارد لإرضاء مسافري الأعمال بشكل أفضل. تضمنت التجديدات ردهة مُعاد تصميمها وبارًا يعمل لساعات طويلة، وهو ما لم يوفر بيئة اجتماعية شهيرة فحسب، بل أدى أيضًا إلى زيادة الإيرادات.
في عام 2017، أصبح فندق كورتيارد ماريوت أول سلسلة فنادق أمريكية يتم افتتاحها في جزيرة بونير ، ومن خلال الشراكة مع سلسلة متاجر الغوص المحلية (دايف فريندز بونير) أصبح كورتيارد أول فندق في العالم يحتوي على متجر للغوص في الموقع. 
اعتبارًا من 30 يونيو 2020، كان هناك 1,254 فندق كورتيارد ماريوت حول العالم تضم 187,095 غرفة بالإضافة إلى 288 فندقًا تضم 49,335 غرفة قيد الإنشاء.